# WTA Challenger Houston
Das WTA Challenger Houston (offiziell: Oracle Challenger Series – Houston) ist ein Damen-Tennisturnier der WTA Challenger Series, das in der Stadt Houston, Vereinigte Staaten, ausgetragen werden soll.

## Siegerliste

### Einzel
| Jahr | Siegerin         | Finalgegnerin   | Ergebnis      |
| ---- | ---------------- | --------------- | ------------- |
| 2018 | Peng Shuai       | Lauren Davis    | 1:6, 7:5, 6:4 |
| 2019 | Kirsten Flipkens | Coco Vandeweghe | 7:64, 6:4     |

### Doppel
| Jahr | Siegerinnen                   | Finalgegnerinnen                | Ergebnis         |
| ---- | ----------------------------- | ------------------------------- | ---------------- |
| 2018 | Maegan Manasse Jessica Pegula | Desirae Krawczyk Giuliana Olmos | 1:6, 6:4, [10:8] |
| 2019 | Ellen Perez Luisa Stefani     | Sharon Fichman Ena Shibahara    | 1:6, 6:4, [10:5] |